# Cromosoma politenico

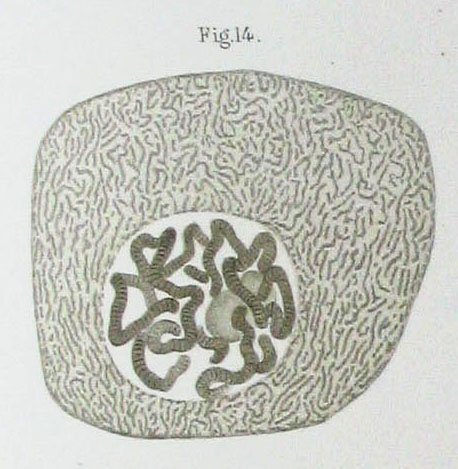
Cromosomi politenici in una cellula di ghiandola salivare di Chironomus

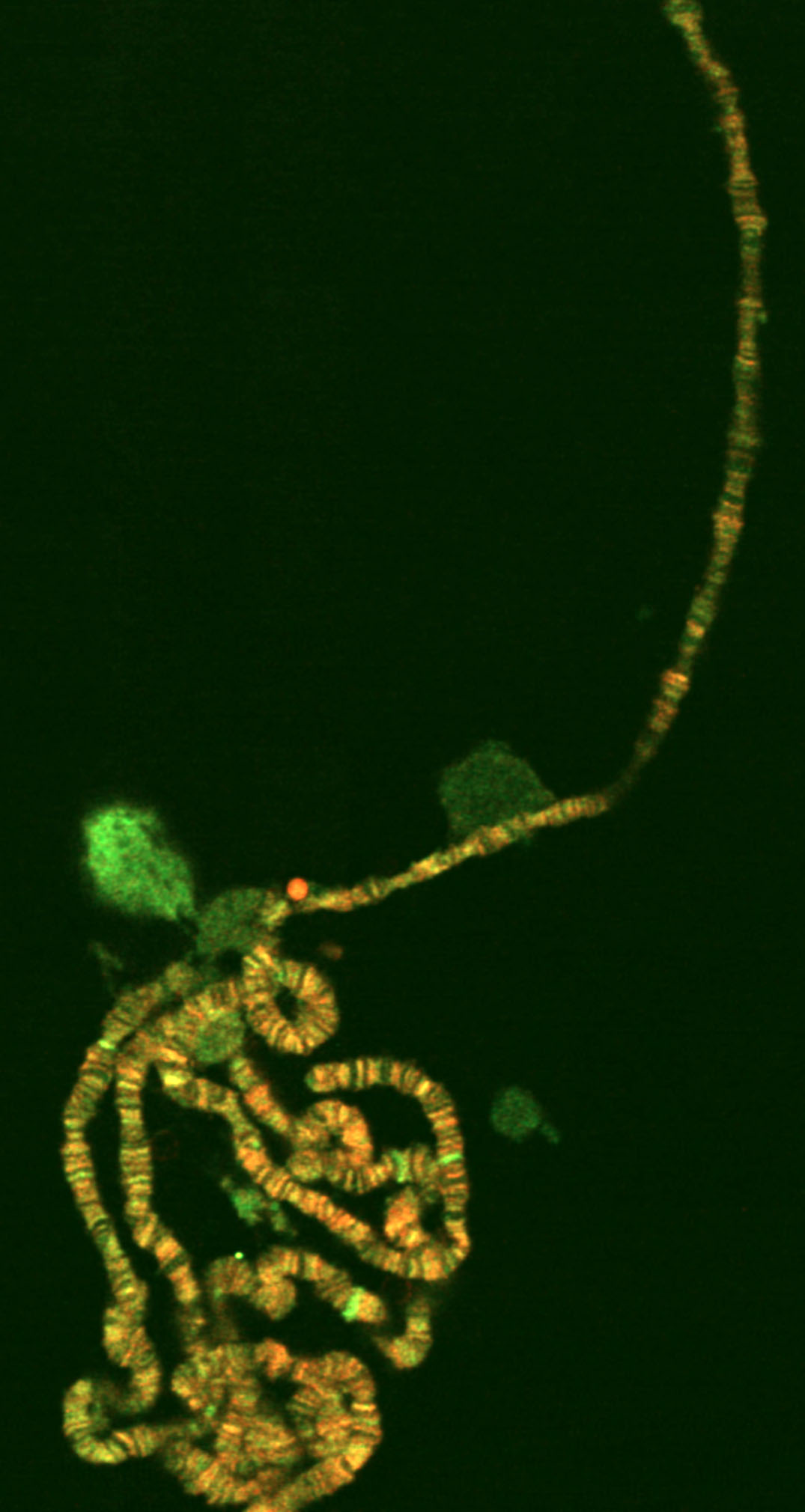
Cromosoma politenico

Un cromosoma politenico è un cromosoma gigante. I cromosomi politenici si formano in seguito a vari cicli di replicazione che producono molte copie (anche centinaia) di cromatidi fratelli che rimangono uniti. 
La formazione dei cromosomi politenici ha la funzione di aumentare il volume cellulare ma può anche comportare un vantaggio metabolico dato che l'elevato numero di copie di geni permette un alto livello di espressione genica. In Drosophila melanogaster, per esempio, i cromosomi delle ghiandole salivari delle larve subiscono numerosi cicli di endoreplicazione, e questo consente di produrre grandi quantità di secreto prima dell'impupamento.
Al microscopio i cromosomi politenici mostrano caratteristici pattern di bande chiare e scure che possono essere utilizzati per identificare riarrangiamenti cromosomici e delezioni. Bande scure corrispondono spesso alla cromatina inattiva, mentre bande chiare si trovano di solito in aree con una maggiore attività trascrizionale. 
I modelli a bande dei cromosomi politenici di Drosophila melanogaster sono stati rappresentati nel 1935 da Calvin B. Bridges, con un tale dettaglio che le sue mappe sono oggi ancora ampiamente usate. I modelli a bande dei cromosomi sono particolarmente utili nel campo della ricerca, in quanto forniscono una visualizzazione eccellente delle zone trascrizionalmente attive della cromatina e della struttura della cromatina in generale. 
I cromosomi politenici possono presentare dei puffs che sono delle regioni fortemente srotolate del cromosoma, dove è presente una intensa attività di trascrizione dell'informazione genetica in RNA. Un anello di Balbiani è un puff di cromosoma di grandi dimensioni. 
I cromosomi politenici furono originariamente osservati nelle ghiandole salivari delle larve di Chironomus da Balbiani nel 1881, ma la natura ereditaria di queste strutture non è stata confermata fino a che non sono stati studiati in Drosophila melanogaster agli inizi del 1930 da Emil Heitz e Hans Bauer. È stato trovato che si formano anche in tessuti secretori di altri insetti ditteri, come nei tubi malpighiani di Sciara e anche in protozoi ciliati, piante, mammiferi, o in cellule di altri insetti, come i collemboli. Alcuni dei più grandi cromosomi politenici descritti finora si formano nelle cellule delle ghiandole salivari delle larve di Chironomidi genere Axarus. 
I cromosomi politenici sono anche utilizzati per identificare le varie specie di larve di Chironomidi, che sono notoriamente difficili da identificare. Ogni gruppo morfologicamente distinto di larve è costituito da una serie di specie morfologicamente identiche, specie che possono essere identificate solo con l'allevamento di maschi adulti o con l'analisi citogenetica dei cromosomi politenici delle larve. I cariotipi sono utilizzati per confermare la presenza di determinate specie e per studiare la diversità genetica tra specie differenti.